# ビーラインバスシステム
ビーラインバスシステム (英: Bee-Line Bus System) は、ニューヨーク州ウエストチェスター郡で路線バスを運行する公営企業である。(以下「ビーライン」という)

## 沿革
このバス事業は1978年5月1日にウエストチェスター郡交通部と13のバス会社により設立され、バス、運賃体系、路線などの管理を行なっている。
1980年代まで、このバス事業はどこが運営を行なっているか不明瞭だという問題を抱えていた。
1987年5月19日にウエストチェスター交通部は正式にこのバス事業をビーラインシステムと名付け、空を飛ぶ蜂のマスコットも設定された。このマスコットは漫画家のジャックデイビス（英語: Jack Davis）によるものである。
ウエストチェスター郡交通部は2つのバス会社にウエストチェスター郡や周りの郡での業務を委託している。12のバス会社から長年にわたって経営権を保有しているリバティラインズトランジット（英語: Liberty Lines Transit）は3つの路線を除き全ての路線の運行を行なっている。ルート16,18,31はP.T.L.A. Enterprise, Inc.により運行されている。

## 路線
ビーラインの路線は感謝祭とクリスマスを除き、毎日運行されている。

### ウエストチェスター郡内での運行
64の路線があり、マウントバーノン、ニューロシェルやヨンカーズのある郡南部に集中している。郡中心部に位置する郡庁所在地のホワイト・プレインズは、多くの路線が交通センターに集まり、ビーラインの中枢である。
郡北部の路線はまばらであり、僅かに人口の多いオシニング、ピークスキル、マウントキスコに集中している。ルイスボロ、ノースセイラム、パウンドリッジのような地域ではデマンド型交通となっている。学校が開いている期間は、特別な路線も運行される。郡内の小さな地域を除き、ほとんどの場所でラッシュの時間帯には運行がある。